# Kirk Palmer
Kirk Palmer (Central Coast, 12 de octubre de 1986) es un deportista australiano que compitió en natación, especialista en el estilo libre.
Participó en los Juegos Olímpicos de Pekín 2008, obteniendo una medalla de bronce en la prueba de 4 × 200 m libre. Ganó dos medallas en el Campeonato Mundial de Natación en Piscina Corta de 2008.

## Palmarés internacional
| Juegos Olímpicos                    | Juegos Olímpicos         | Juegos Olímpicos  | Juegos Olímpicos |
| Año                                 | Lugar                    | Medalla           | Prueba           |
| ----------------------------------- | ------------------------ | ----------------- | ---------------- |
| 2008                                | Pekín (China)            | Medalla de bronce | 4 × 200 m libre  |
| Campeonato Mundial en Piscina Corta |                          |                   |                  |
| Año                                 | Lugar                    | Medalla           | Prueba           |
| 2008                                | Mánchester (Reino Unido) | Medalla de oro    | 4 × 200 m libre  |
| 2008                                | Mánchester (Reino Unido) | Medalla de plata  | 200 m libre      |